# Елзе Ласкер-Шилер
Елзе Ласкер-Шилер (рођена 11. фебруара 1869. у Елберфелду, преминула 22. јануара 1945. у Јерусалиму), била је једна од најзначајнијих немачких песникиња, драмска ауторка, визуелна уметница и кључна личност експресионизма и авангардне модерне. Елза Ласкер-Шилер је оставила дубок траг у немачкој књижевности као једна од ретких жена у експресионистичком покрету, мада она никада није припадала ниједној уметничкој школи у строгом смислу. Ипак, управо је она била једна од најважнијих фигура тог правца, можда и његова најоригиналнија песничка личност. Док су многи уметници, у једном тренутку, оставили своју експресионистичку фазу за собом, она је до краја живота остала верна својој интуицији и поетском изразу. Њена уметност била је целовита и обухватала је: поезију, прозу, позориште, цртеж, а пре свега, њен властити живот, који је претварала у уметничко дело. Није правила границе између стварности и фантазије, између свакодневног и митског, све је у њеном свету било преображено маштом. Њена поезија, препуна фантастичних елемената и дубоке емоционалности, инспирисала је многе уметнике и читаоце широм света.

## Биографија

### Детињство и младост
Елизабет Шилер (касније позната као Елзе Ласкер-Шилер), рођена је 11. фебруара 1869. године у Елберфелду, који је данас део града Вупертала. Одрасла је у Брилу, угледној четврти Елберфелда у имућној, либералној, јеврејској породици. Била је најмлађе од шесторо деце Жанет Кисинг (1838 — 1890), мајке која је постала кључна фигура у њеној поезији и оставила дубок траг на њен уметнички израз. Елзин отац, Арон Шилер (1825 — 1897), био је приватни банкар који је касније послужио као инспирација за главног јунака у њеној драми Вупер. Сматрана је чудом од детета, научивши да чита и пише већ са четири године. Похађала је Лицеум Вест (срп. Западни лицеј у четврти Ауе) од 1880. године, али је касније наставила образовање уз приватне учитеље у породичном дому. Када јој је било тринаест година, доживела је велику породичну трагедију, смрт брата Паула. Већ у младости показивала је уметничке склоности и снажан осећај за индивидуалност. Иако је добила образовање типично за девојке вишег сталежа тога времена, она је већ рано показивала снажан отпор према друштвеним нормама, укључујући брак, религиозне догме и улогу жене у буржоаском друштву. Елзе је била дубоко емоционално везана за своју мајку а њен рани губитак 27. јула 1890. године оставио је трајан траг у ауторкином емоционалном и уметничком животу, који је често био обележен меланхолијом, траумом и митском реконструкцијом личног наратива. Она је касније, овај трагичан догађај (мајчину смрт), описала као „изгнанство из раја“.

### Први брак и почеци песничког рада
У свој први брак ступила је 1894. године, удајом за лекара Јонатана Бертхолда Ласкера (1860 — 1928), старијег брата чувеног шаховског шампиона Емануела Ласкера (1868 — 1941). Након удаје преселила се у Берлин, 1894. године, и убрзо постала део авангардних уметничких кругова где се упознала са водећим интелектуалцима те епохе. Берлин је за Елзе био више од географског појма он је за њу био мит, симбол уметничке слободе и личне трансформације. У овом живописном и често хаотичном културном амбијенту Елзе је пронашла простор у којем је могла слободно да изрази своју уметничку и духовну индивидуалност те тако Берлин постаје центар њене уметничке и животне биографије. Већ у том периоду почиње да се изражава не само као песникиња већ и својим цртежима као сликарка. Уметнички кругови Берлина брзо су је препознали по необичном и ексцентричном наступу. Кретала се кроз друштво одевена у екстравагантне костиме, увек са примесом оријенталне, библијске и бајковите естетике. Њена необична појава у мушкој одећи, са тиркизним прстењем и шминком сличној староегипатској, као и поетске импровизације, допринеле су касније стварању легенде о принцу Јусуфу, њеном алтер егу. Овакво јавно понашање, далеко од конвенција тог времена, изазивало је чуђење, али и дивљење. Своје прве песме објављује 1899. године, које потписује псеудонимом Елзе Ласкер-Шилер, комбинацијом свог девојачког и супруговог презимена. Исте године родила је сина Паула (1899 — 1927). Њена прва збирка поезије излази 1902. године под насловом Стикс. Ова збирка песама већ тада указује на њен изразито особен стил, спој експресионистичке снаге, лиризма, духовне симболике и унутрашње борбе. Ипак, брак са Бертхолдом Ласкером није потрајао. Растали су се 1903. године, мада је Елзе и након развода задржала презиме Ласкер као део свог уметничког идентитета.

### Други брак и живот у берлинској боемији
Свој други брак склопила је 1904. године. Удала се за немачког песника и издавача Георга Левина (1878 — 1941), који ће касније постати познат под именом Херварт Валден. Он је подржавао њено стваралаштво и објављивао њене песме у експресионистичко - авангардном часопису Дер Штурм (срп. Олуја), који је основао 1910. године. Прво прозно дело, Књига Петера Хилеа, објавила је 1906. године након смрти једног од њених најближих пријатеља, песника и писца, Петера Хилеа (1854 — 1904). Збирка прозе Тинине ноћи у Багдаду објављена је 1907. године, да би 1909. објавила драму Вупер (која је изведена тек 1919. године). Објављивањем збирке песама Моја чуда 1911. године, Ласкер-Шилер се афирмисала као једна од водећих фигура немачког експресионизма. Међутим, након распада другог брака и развода 1912. године остала је без прихода па је живела искључиво од подршке пријатеља. У Берлину, који је почетком 20. века постајао европско средиште уметности и интелектуалног живота, Елзе се брзо афирмисала као упечатљива личност културне сцене. Њен стил живота: номадски, необуздан, обојен фантазијом, савршено се уклапао у дух експресионистичке уметничке авангарде. Била је чест и препознатљив гост кафана и уметничких салона, међу којима се посебно истиче легендарно стециште уметника и интелектуалацам, као епицентар берлинске боемије, Кафе дес вестнс (  или срп. Кафе Запада, познат и као Кафе Мегаломанија). Изненадне промене у раду, које је увео власник кафеа и све хладнија атмосфера у њему, допринеле су томе да: уметници, писци, композитори и градска боемија масовно напусте то место и почну да траже ново стециште духа и уметности. Преломни тренутак догодио се када је власник кафеа, Ернст Паули, забранио улаз Елзи Ласкер-Шилер уз образложење да: „није довољно наручивала“. Њена реакција била је бурна и иронична, па је написала отворено писмо власнику, што је произвело да се од тог тренутка све више уметника сели у Романишес кафе (  или срп. Романички кафе), који постаје ново жариште књижевног и уметничког света Берлина. Елзе је била позната по театралности, не само у говору и гестовима, већ и у облачењу. Увек обавијена егзотичним хаљинама, са турбаном или перлама, она је о себи говорила у мушком роду, представљајући се као принц Јусуф (њен песнички алтер его). Такође је била позната по томе што је цртала и илустровала своја писма и стихове, често са архаичним и симболичним фигурама, необичним орнаментима и особеним натписима. Те илустрације, често посвећене пријатељима из уметничких и интелектуалних кругова, биле су део њеног свеобухватног уметничког израза, у којем су реч и слика биле нераздвојиве. У том кругу истицала се и по својим бројним пријатељствима са истакнутим личностима немачке културе, међу којима  су били писци, сликари и музичари као што су: Франц Верфел (1890 — 1945), Готфрид Бен (1886 — 1956), Карл Краус (1874 — 1936), и други протагонисти немачког модернизма. Она је знала да изазове дивљење и нежност, али и нелагодност, јер је често прекорачивала границе друштвено прихватљивог понашања. Била је чувена по интензивним, често бурним пријатељствима са неким од најзначајнијих уметника свог доба.
Њени односи са писцима, сликарима и музичарима нису били само површна познанства, они су чинили мрежу дубоких, неретко страствених веза, које су обликовале њен живот и уметност. Један од најважнијих и најтрагичнијих односа био је онај са сликаром Францом Марком (1880 — 1916), чувеним експресионистом и суоснивачем уметничке групе Плави јахач. Елзе га је називала Плави коње, а он њу Мој црни лабуд. Њихова преписка је била поетска, засићена симболима, пуна нежности, уметничке визије и снажних емоција. Смрт Франца Марка у Првом светском рату 1916. године, дубоко је погодила Елзе; он је постао митска фигура у њеној поезији, оличење изгубљене невиности и уметничког идеала. Значајан је био и њен однос са песником Готфридом Беном. Иако су њих двоје били врло различити, она емотивна, мистична и оријентално настројена, а он рационалан, склон цинизму и прецизности, између њих се развила кратка али снажна љубавна веза. Она му је писала писма у којима се преплитала заљубљеност и поезија, док је он у њој видео оличење поетског генија (иако ју је често доживљавао као хаотичну силу природе). Четрдесет година након што се упознао са Елзе Ласкер-Шилер, Готфрид Бен је констатовао:
| „ | Највећи песник кога је Немачка икада имала. | ” |

Њена веза са писцем и сатиричарем Карлом Краусом била је још комплекснија. Елзе га је сматрала духовним братом, али и тешким, често неприступачним човеком. Њихов однос био је испуњен сукобима, дивљењем, па и међусобним разочарањем, али никада равнодушношћу. Сва њена пријатељства нису била само лична, већ су чинила део шире уметничке мреже којој је Елзе припадала. Она је живела кроз уметност других, као што су и они налазили инспирацију у њеној неукротивој души. Иако је била сиромашна, често без сталне адресе, одбијала је да се повинује конвенцијама, а своју уметност живела је као глас не само личне патње, већ и универзалног бола света. Својом прозом Чудотворни рабин из Барселоне, објављеном 1921. године, Елза Ласкер-Шилер ангажовано иступа против нарастајућег антисемитизма. Смрт сина, Паула 1927. године, имао је дубок и трауматичан утицај на њен живот и уметнички рад. Елзе, која је била једна од најзначајнијих фигура немачке модерне поезије и драме, доживела је ову трагедију у тренутку када је већ била у тешкој животној ситуацији, обележеној личним и професионалним изазовима. Смрт Паула, који је био њен једини син, оставила је дубок траг на Елзину психу. У њеним каснијим делима, могу се уочити теме туге, губитка и меланхолије, које су постале централне у њеном стваралаштву, при чему је често користила поезију као начин да обради своје емоције и да се суочи са болом који је осећала. Након смрти Паула, Елза је постала све више усамљена и изолована, што је утицало на њену креативност. Њена дела из овог периода често одражавају осећај безнађа и потрагу за смислом у свету који је изгледао непредвидив и суров. Упркос томе, њена способност да трансформише личну трагедију у уметност остаје један од најзначајнијих аспеката њеног стваралаштва. У песмама из овог периода преплићу се љубав, туга, мит, религијска чежња и свет песничке фантазије, обликован јединственим стилом који није имао претходника у немачкој књижевности. Током овог бурног животног периода, Елзе Ласкер-Шилер се афирмисала као једно од кључних имена немачког експресионизма.

### Прогон и изгнанство
Последње године Вајмарске републике, донеле су појачане политичке тензије што је утицало на атмосферу у интелектуалним и уметничким круговима Берлина. Још 1927. године, нацисти су организовали немире на тадашњем Тргу Аугусте Викторије, данашњем Брајтшајдплацу, на крају авеније Курфирстендам, при чему је Романишес кафе, средиште интелектуалног и уметничког живота Берлина, постао једна од мета напада, усмереног против левичарских и јеврејских интелектуалаца који су се тамо окупљали. Ипак 1932. године када је имала 63 године, Елзе Ласкер-Шилер добила је Клајстову награду, једно од највећих немачких књижевних одличја. Њено задовољство овим признањем могло би бити веће да није праћено антисемитичким коментарима да је то „хебрејска поезија која нема никакве везе са нама Немцима“. Доласком нациста на власт 1933. године, живот Елзе Ласкер-Шилер доживео је драстичан преокрет. Као Јеврејка, експресионисткиња и авангардна уметница, убрзо је постала мета све бруталнијег антисемитизма и културне репресије. Њени наступи су забрањени, а књиге стављене на листу „непожељне литературе“, оне које су нацисти јавно спаљивали. Суочена са немилосрдним притиском, 19. априла 1933. напушта Берлин у тајности, без пртљага, не откривши никоме своје одредиште. Одлази у Цирих, где је првих шест ноћи провела спавајући на клупи у парку, све док њен идентитет није препознат. Неколико недеља касније, 23. маја 1933. године, Алберт Ајнштајн пише:
| „ | Госпођа Елзе Ласкер-Шилер такође припада оним племенитим појединцима које је слепа мржња отерала у егзил. | ” |

 Песникиња која је била номад по властитом избору, сада је постала прогнаница против своје воље. У Цириху је дочекује хладна бирократија. Швајцарске власти је толеришу, али је третирају као странкињу без сталног права боравка. Кантоналне и градске власти, издавале су јој само привремене дозволе боравка, чиме су је принуђивале на сталне промене места становања. Из Цириха је 1934. и 1937. године путовала у Палестину, коју је називала својом „земљом Хебреја“. Тај период назвала је „луталачким годинама“, испуњеним неизвесношћу, материјалном оскудицом и дубоком тугом. Ипак, чак и у егзилу, Елзе није престала да пише. Њене песме из тог периода одишу чежњом за домовином, меланхолијом изгнанства и све јачим религијским мотивима. У њима се мешају туга, молитва и визионарска сновиђења, као да је прогон само продубио њен поетски занос. Из тог периода најзначајнија је збирка песама Мој плави клавир, при чему је насловна песма Мој плави клавир постала је једна од најпознатијих у немачкој модерној поезији. То је једна од њених најинтимнијих и најпотреснијих збирки, прожета мотивима губитка, чежње, расејања и духовне побуне. Знатан број песама из ове збирке настао је у Швајцарској, током периода од 1933. до 1939. године, али комплетно дело је објављено тек 1943. у Јерусалиму. Писала је и објављивала песме и прозу у бројним емигрантским новинама и часописима на немачком језику који су излазили у Швајцарској, као што су: Ноје Цирхер Цајтунг (срп. Нове циришке новине), Израелитишес Вохенблат фју ди Швајц, Јидише Пресцентрале Цирих (срп. Јеврејски новински центар Цирих). Она је у Швајцарској живела је на рубу егзистенције, издржавана захваљујући повременој помоћи пријатеља и накнадама из фондова за изгнане уметнике. Немачко држављанство одузето јој је 1938. године, (и како се у Швајцарској каже, постала је особа „без докумената“). Годину дана касније, 1939. године, по трећи пут одлази у Палестину. Незадовољна животом у Палестини поднела је захтев за повратну визу у Швајцарску, али је њен захтев одбијен. Избијање Другог светског рата додатно онемогућава њен повратак у Швајцарску, тако да коначно остаје у Јерусалиму.

### Егзил и последње године
У Јерусалиму, граду својих духовних чежњи, који је одувек називала „град краља Давида“, Елзе Ласкер-Шилер најпре борави у хотелу Виена (енгл. Hotel Vienna), а од маја 1940. у хотелу Атлантик (енгл. Hotel Atlantic). Живела је од месечне почасне пензије, коју су делимично финансирали Јеврејска агенција и издавач Салман Шокен (хебр. שלמה זלמן שוקן), што јој је обезбеђивало релативно сигурну егзистенцију. У тадашњој Палестини, под британском управом, Елзе живи скромно и готово заборављено. Језичка баријера, политичке напетости и културне разлике остављају је по страни међу досељеницима. Она је за њих била песникиња из другог света, неуклопљена и несхваћена. Живот у Јерусалиму није одговарао њеним очекивањима, а разочарање су појачали губитак домовине и пријатеља у Немачкој, ратна збивања, вести о масовним убиствима Јевреја у концентрационим логорима, као и немири и сукоби између Јевреја и Арапа у Палестини под британским мандатом. Позивајући се на заједничке духовне корене, она је још раније, у време Вајмарске Републике, настојала да својом уметношћу подстакне помирење између хришћана, Јевреја и Арапа. Такав став, међутим, сврставао ју је у Палестини у политичку мањину. Већину својих блиских пријатеља изгубила је у изгнанству, али је неговала мали круг блиских познаника, углавном избеглих писаца и филозофа као што су: Вернер Крафт, Мартин Бубер (хебр. מרטין בובר; 1878 — 1965), Самуел Хуго Бергман, Ернст Симон и Салман Шокен. Вођена својом ранијом берлинском уметничком визијом оснива књижевни салон под називом Краал (афр. Kraal), који је 10. јануара 1942. у Јерусалиму, у Француском културном центру отворио филозоф Мартин Бубер. На књижевним вечерима у салону, које је она називала Краал вечери, окупљали су се: немачки емигранти, интелектуалци, уметници и студенти. Оснивањем сопственог књижевног салона Елзе је покушала да створи микрокосмос уметничке слободе и културног дијалога, оазу коју је понела са собом у изгнанство. Неки водећи јеврејски писци, као и перспективни песници, присуствовали су њеним књижевним програмима, али је Ласкер-Шилер на крају било забрањено да држи књижевне вечери и предавања јер су одржавана на немачком језику. У писму рабину Курту Вилхелму (1900 — 1965), Елзе Ласкер-Шилер, прогнана и изолована у последњим годинама свог живота, пише са дубоком сетом и очајничким осећајем губитка језичког и културног простора:
| „ | Где год да сам била, немачки није смео да се говори. Желим да приредим последње вече књижевнoг салонa Краал, један опроштајни песнички сусрет за сломљеног песника, на ком бих читала своје преводе великог јеврејског аутора на немачки језик. | ” |

 Оно што је очекивала као коначно уточиште, показује се као место додатне изолације. У Јерусалиму, иако далеко од немачког језика и публике, она је наставила да пише. Довршила је своју збирку песама, започету у Швајцарској, Мој плави клавир и објавила 1943. године. Њене песме из изгнанства, често написане у кафанама и на маргинама живота, представљају једно од најпотреснијих поглавља европске дијаспоре уметности али одишу њеном неугаслом вером у снагу поезије. Непосредно пре смрти, 1944. године, песникиња је радила на својој последњој, недовршеној драми Ја и ја, коју је започела 1940/1941. То је једно од њених најзначајнијих касних дела, симболички приказ вечите борбе духа и тела, уметности и политике, светлости и таме. Њено последње пребивалиште у Јерусалиму, била је мала соба у насељу Рихевија (енгл. Rehavia), место тишине и светлости, где Елзе Ласкер-Шилер тихо затвара једно од најбурнијих поглавља немачке књижевности. Тешко се разболела 1944. године и умрла 22. јануара 1945. године од срчаног удара, неколико месеци пре краја рата, далеко од домовине и њених читалаца. Сахрањена је на јеврејском гробљу на Маслиновој гори, у складу са својом жељом, у близини светог града који је сањала целог живота.

## Поезија и поетика Елзе Ласкер-Шилер

### Субјективност као основа поетике Елзе Ласкер-Шилер
Поезија Елзе Ласкер-Шилер представља синтезу лирског ја, митских образаца, оријенталних утицаја и емоционалне експлозивности. Њен песнички глас често је дубоко уроњен у субјективност, али се истовремено отвара ка универзалним темама љубави, патње, екстазе, божанства и изгнанства. Уместо рационалног реда, њена поезија нуди емотивни универзум који се поиграва с језиком, ритмом и сликом. Већ 1902. године у збирци Стикс, уочава се одступање од реализма и натурализма, који су обележавали претходни период. Њене песме нису описне, већ визионарске; субјективност није само садржај, већ и структура песме. Поезија Елзе Ласкер-Шилер је интензивна лирска слика, често без чврсте логичке структуре. У песмама из збирке Моја чуда (из 1911. године), јасно се појављују кључни мотиви њене поетике: љубав као апсолутна вредност, космичка метафизика, библијски и оријентални обрасци, и фигура детета као симбола невиности, инспирације и бола. Често се осећају утицаји мистичне традиције, посебно кабалистичке, али увек у личној, аутономној интерпретацији.

### Језик и форма
Језик Ласкер-Шилерове одликује се неологизмима и наглашеним метафорама. Она нарушава синтаксу да би створила снажнији емотивни ефекат. Њена поезија често користи архаизме, емоционалне узвике, јеврејске термине, као и симболе из оријенталног и библијског корпуса. На пример, у песми Стари тибетански ћилим, љубав се појављује као духовна веза изнад телесног, која се прожима с древним, егзотичним симболима. Ова песма представља једно од најпознатијих дела Елзе Ласкер-Шилер и често се наводи као врхунац њене експресионистичке поезије. У овој песми, ћилим није само предмет већ симбол дубоке љубавне повезаности, па тако у првом стиху каже:
| „ | Твоја душа, која моју љуби, саткане су у тибетански ћилим. | ” |

 Душе љубавника су приказане као нити испреплетене у тибетанском ћилиму, што симболизује нераскидиву везу између њих. Песма је први пут објављена 8. децембра 1910. године у часопису Дер Штурм а касније је укључена у њену збирку Моја чуда из 1911. године. Оваква метафора, љубав као ткање душа у тибетанском ћилиму, типична је за њен стил. Oна повезује лично и архетипско, егзистенцијално и симболично, конкретно и фантастично. Форма њених песама често је лабава, неримована, са слободним метром и наглашеним унутрашњим ритмом. Њена лирика је са музичким набојем, која звучи као унутрашњи монолог или молитва. Оваква ритмичност чини њене песме блиским музичкој композицији, што је привлачило и композиторе. Тако је други супруг Елзе Ласкер-Шилер, Хервард Валден, 1904. године компоновао Десет песама (Оп. 1), који укључује њену песму Бекство од света, што је једна од најранијих музичких адаптација њене поезије. Али и након смрти Елзе Ласкер-Шилер, њена поезија је наставила да инспирише композиторе који су њене стихове преточили у музичка дела као што су на пример: аустријанац Рене Штар (рођен 1951.) и немци Улрих Лејендекер (1946 — 2018) и Брунхилде Зонтаг (1936 – 2002).

### Естетика и експресионистички елементи
У оквиру експресионизма Елзе Ласкер-Шилер заузима посебно место (и поред тога што стриктно није била део тог покрета). За разлику од многих других експресиониста чији је језик био драматичан, социјално ангажован и често политички, код ње је поетска интензивност превасходно духовна и унутрашња. Она није првенствено критичар друштва, већ визионар постојања, истраживач светлости у тами, а њена борба је онтолошка пре него идеолошка. Ипак, њена поезија садржи и политичке димензије, нарочито у каснијем периоду, где се јављају теме егзила, прогонства, изгубљеног дома. У песмама писаним у Јерусалиму током њене последње деценије, присутна је дубока туга због изгнанства и срушене Европе, али и вера у поезију као последње уточиште, што се може видети и у њеним писмима и интервјуима:
| „ | Немам више отаџбине, само ми је поезија остала... | ” |

Такав став поезије као спасења, као последњег простора слободе и израза, чини Елзу Ласкер-Шилер централном фигуром не само немачког експресионизма већ и модерне уметничке мисли.

## Драме и сценска уметност

### Основе сценске уметност Елзе Ласкер-Шилер
Елзе Ласкер-Шилер није била само песникиња, већ и драмска ауторка чији су сценски радови оставили траг у немачкој и европској позоришној сцени. Њене драме нису тек литерарни експерименти, већ тежња ка сцени као месту трансценденције и интимне истине. Људска трагедија, патња, идентификација са митским јунацима, као и истраживање људских и божанских димензија људске природе, све су то теме које се провлаче кроз њене драмске радове. Она је свој драмски рад започела 1907. године представом Млади Давид, која говори о младом Давиду и његовој борби против Голијата. Овај рад одраз је језгровитог и дубоког мистичког погледа на свет, у којем лични и митски пориви нераздвојно воде ка истини. Она није била фасцинирана историјским детаљима, већ је истраживала дубље димензије људске природе, стављајући људске емоције и однос према божанском у центар својих драма. Драме Елзе Ласкер-Шилер најчешће се одликују експресионистичким елементима који су уобличени кроз митске и библијске фигуре. Мотиви патње, распада, поновног рођења и тужне љубави, који су карактеристични за експресионизам, комбинују се с њеним личним митолошким и филозофским истраживањима. Она је експериментисала и са драмском формом, тако да 
понекад њене представе делују хиперболичне, са изобличеним појмовима времена и простора.

### Митска и библијска поставка у драмама
Једна од кључних карактеристика драма Елзе Ласкер-Шилер је митска и библијска инспирација. Као и у поезији, тако и на сцени она ствара слике и ликове који нису само представници историје или религије, већ носе дубока симболичка значења која се односе на универзалне човечанске теме. Мотиви библијских, митских и стварних ликова и јунака: Давид, Јован Крститељ, Лаокоон, Петрарка и други, користе се као метафоре за истраживање људске трагедије, вере, патње и мистичког познања. Драма Вупер из 1909. године, је један од њених најзначајнијих радова у овом контексту. У овом делу, који је снажно експресионистички, Ласкер-Шилер користи реку Вупер као симбол универзалног текућег живота, који носи патњу и трагедију људских бића. Ликови у драми Вупер су заробљени у својој судбини, као што су то били и митски јунаци који су се кроз историју борили са истим патњама. У драми Принц од Хамбурга, 1912. године, Ласкер-Шилер истражује однос хероја и снаге, али са јаким појачаним субјективним погледом на ликове и њихову унутрашњу борбу. Ова драма се бави ратном тематиком, али из угла људског егзистенцијализма, питањем људске патње у контексту историјског наслеђа и личне одговорности.

### Теме и структура сценских дела
Тематика драма Елзе Ласкер-Шилер је дубоко филозофска и религиозна, али која никада не одступа од људске интимности. Њене драме представљају борбу између личних жеља и обавеза, хероизма и немоћи, савести и искушења. Она често користи мисаоне (рефлексивне) монологе и патетичне дијалоге који су резултат дубоких унутрашњих конфликата њених јунака. Њена сцена је, стога, више пространство унутрашње борбе, него спољашње акције. Ласкер-Шилер није тежила реалистичком приказу сцене; њена сцена истраживала је унутрашње светове ликова, при чему је језик био средство за појачавање њихових психолошких и духовних токова. Иако није била једна од најпознатијих драматурга свог времена, рад Елзе Ласкер-Шилер на позоришнојној сцени имао је значајан утицај на касније генерације. Њене драме су се бавиле дубоким људским питањима, али их нису обрађивале на традиционалан начин. Интроспективне и мистичне, њене представе су отварале нове путеве у театру, те су постале важан део експресионистичке сцене.

## Ликовна уметност и визуелни идентитет

### Визуелна уметност Елзе Ласкер-Шилер
Није много познато да је Елзе Ласкер-Шилер била и активна сликарка, уметница, која је своје визуелне радове стварала паралелно са поезијом и драмом. Њени радови у области сликарства одражавају исти експресионистички дух као и њена поезија и драме, иако су визуелни радови често носили посебан лични и интуитивни печат. Ласкер-Шилер је користила сликарство као начин да изрази своје унутрашње осећаје, али и као начин да комуницира са светом на још један, интиман начин. Њене слике су, као и њени литерарни радови, носиле изразиту личну, често патетичну и метафизичку природу. За разлику од других експресиониста, који су тежили рационализовању и друштвеном ангажману у својој уметности, она је у свом сликарству истраживала дубоке и мистичне теме, као што су људска патња, љубав и божанска инспирација.

### Стил и техника
Користила је разне сликарске технике у својим радовима, али је највише волела аквареле и цртеже, често комбинацију обе технике. Њене слике нису биле реалистичке у класичном смислу, већ су користиле апстракцију и симболизам као основне уметничке ресурсе. Њени акварели приказују слике: жена, митских бића, пејзаже и апстрактних форми које су носиле дубоко емоционално значење. Колористичке комбинације које је користила биле су драматичне и динамичне, често су укључивале контрастне боје које су стварале утисак напетости. У њеним радовима, сликање није било само средство за приказивање света, већ и начин да се артикулише дубока психолошка и духовна искуства. Многе њене слике су испуњене апстрактним објектима који су представљали симболе из њеног личног живота и разматрања о духовности. Постављање уметничких радова у овај контекст омогућава боље разумевање њеног живота, који је био дубоко везан за уметност као средство саморазумевања и егзистенцијалног истраживања.

### Митологија и симболизам у визуелној уметности
Један од кључних елемената у визуелној уметности Елзе Ласкер-Шилер био је митолошки и религиозни симболизам који је био дубоко укорењен у њеној уметничкој и литералној пракси. У њеним сликама често су присутни митски мотиви попут ликова из Библије, као и апстрактни симболи који су говорили о патњи, љубави и универзалним људским искуствима. На пример, мотиви као што су летећи анђели, прелепе женске фигуре и митолошки јунаци коришћени су као средство за изражавање дубоких емоционалних и духовних порука. У неким својим сликама, Ласкер-Шилер је истраживала и драматичне фигуре које нису били само људи, већ и животне силе које су имале своје митолошке и религиозне импликације. Поставке у њеним сликама често су биле апстрактне, али су носиле јасно видљиве елементе који су указивали на дубоке емоционалне и мистичке истине о људској природи. Она је веровала да је уметност средство које може да продре у саму суштину постојања, те је у свом сликарству и књижевном раду тежила истом циљу, разматрању дубоких питања живота, смрти и људског духа. Иако су њени радови били далеко мање признати током њеног живота у поређењу са другим делима савремених уметника, касније су добили заслужену пажњу и признање. Након Другог светског рата, када је експресионизам и његов уметнички језик поново постао актуелан, слике Елзе Ласкер-Шилер су почеле да привлаче већу пажњу. Њене радове је ценило не само немачко, већ и међународно уметничко окружење, које је препознало њену уметничку оригиналност и дубину њеног уметничког израза. Поред тога, рад Елзе Ласкер-Шилер у визуелној уметности имао је велики утицај на касније генерације сликара који су се бавили сличним темама као што су патња, љубав и мистицизам. Њена уметност је инспирисала уметнике који су користили сличне технике, као што су акварели и цртежи, али су такође истраживали и дубоке емоционалне и духовне димензије људске природе.

### Кључни аспекти уметности Елзе Ласкер-Шилер[39]
- Елзе Ласкер-Шилер је кључна фигура који је обликовао експресионистичке и модернистичке токове поезије и драме.
- Идентитет Елзе Ласкер-Шилер је дубоко повезан са њеним јеврејским пореклом, али не у конфесионалном, већ културно-митолошком смислу. Она у јудаизму налази инспирацију за поетску симболику, али и духовну легитимацију своје маргиналности. Изгнанство, које је доживела на крају живота, постаје универзална метафора уметничког и егзистенцијалног дислоцирања. Њен рад је дубоко повезан с истраживањем јеврејског и женског идентитета у немачкој култури.
- Ласкер-Шилер је користила своје алтер-его и уметност као начин отпора патријархалним структурама и као израз личне и друштвене слободе.

## Уметничко наслеђе Елзе Ласкер-Шилер
Уметничко наслеђе Елзе Ласкер-Шилер је вишеслојно. Њено дело је дуго било маргинализовано: због женског ауторства, ексцентричног стила, али и експресионистичке поетике која је у послератном периоду често сматрана застарелом. Ипак, од седамдесетих година прошлог века, почиње реевалуација њеног значаја. Феминистичка критика, теорија идентитета и студије модернизма вратиле су Елзе Ласкер-Шилер у центар академског и културног интересовања. Њена фигура данас инспирише уметнике различитих медија. Њена лирика улази у антологије, њене слике излажу се у музејима, а њен живот постаје тема романа, филмова и позоришних адаптација. У родном Вуперталу постоји награда са њеним именом, а Јерусалим је место њеног животног и духовног завршетка. Она данас остаје јединствена фигура немачке и светске уметности. Њен опус превазилази жанрове и идентитете, повезујући унутрашњи свет са историјским катастрофама епохе. Њена уметност је чин отпора, самопотврде и духовне потраге, данас, као и некада, остаје сведочанство о снази имагинације наспрам насиља историје.

## Значајна дела
Елсе Ласкер-Шилер је за собом оставила обимно опус поезије, три драме, краће прозне скице и приче, као и писма, документе и бројне цртеже. Етаблирала се као пионир авангардног модернизма првенствено кроз своју поезију обојену псалмима и својом поетском драмом Вупер.

### Поезија[52]
- Стикс, прва објављена збирка поезије, 1901.
- Седми дан, друга збирка поезије, 1905.
- Моја чуда, прво издање, 1911.
- Хебрејске баладе, 1913.
- Сабране песме, 1917.
- Мој плави клавир, 1943.

### Драма[52]
- Вупер, написана 1908. године, бјављена је 1909. године, премијерно изведена 1919.
- Артур Аронимус и његови очеви, требало је да буде премијерно изведена 1933. године, али су је нацисти повукли са програма.[53]
- Ја и ја, започета 1940/1941. године остала недовршена.

### Ликовна дела[20]
- Два профила,[54] 1935
- Јутарња музика принца Јусуфа, 1920 — 1921
- Теба са Јусуфом, 1923
- Јеврејске поглавице (дивљи Јевреји), 1913
- Шломе
- Марије

## Награде и признања
Иако је Елзе Ласкер-Шилер била једна од најутицајнијих фигура немачког модернизма и експресионизма, за живота њена уметност није увек била потпуно призната од стране шире публике и институција, али је 1932. године добила престижну Клајстову награду, једно од највећих тадашњих немачких књижевних признања. То је био врхунац њене каријере и признање за њену иновативну и експресионистичку поезију. Била је члан разних књижевних и уметничких друштава а њен рад био је објављиван у кључним часописима и антологијама тог времена, што је додатно допринело њеној препознатљивости. Након смрти Елзе Ласкер-Шилер 1945. године, њена уметност постала је предмет дубљег проучавања и све већег признања. Најзначајније признање које је уследило било је установљење награде Елзе Ласкер-Шилер у Немачкој, 1993. године: Драматуршка награда Елзе Ласкер-Шилер. Ова награда, која носи њено име, се додељује за изузетна достигнућа у драмској уметности, у знак признања њеном доприносу немачкој књижевности и драматургији.